# Formica postoculata
Formica postoculata es una especie de hormiga del género Formica, familia Formicidae. Fue descrita científicamente por Kennedy & Dennis en 1937.
Se distribuye por los Estados Unidos. Se ha encontrado a elevaciones de hasta 762 metros. Vive en microhábitats como rocas, piedras, tallos y hojas.